# Perdita lycii
Perdita lycii är en biart som beskrevs av Timberlake 1964. Perdita lycii ingår i släktet Perdita och familjen grävbin. Inga underarter finns listade i Catalogue of Life.